# Eilensen
Eilensen ist ein zur Stadt Dassel gehörendes Dorf im Landkreis Northeim (Niedersachsen), das an der Ilme liegt.

## Geschichte

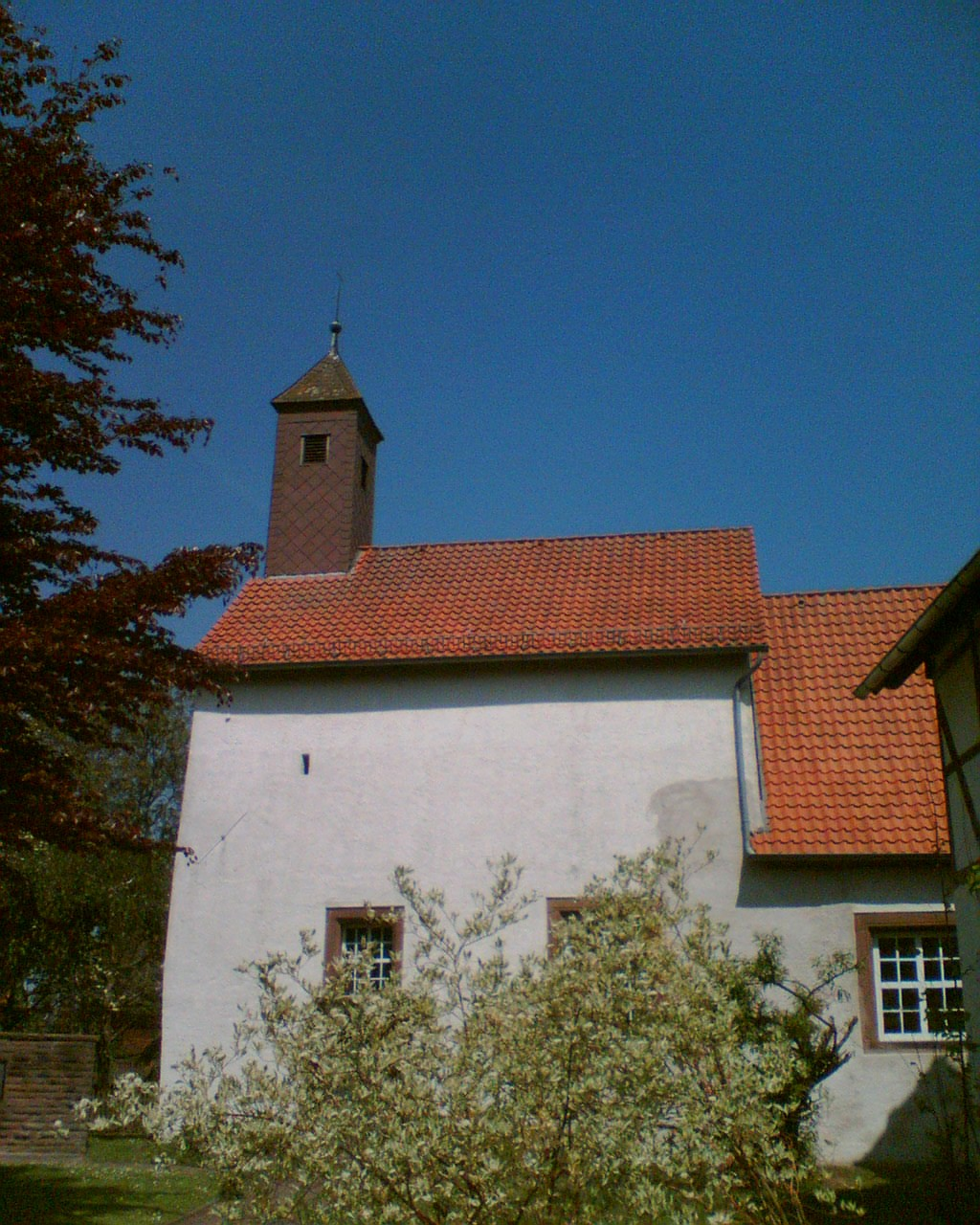
Kapelle Eilensen

Bis 1310 war Eilensen Teil der Grafschaft Dassel. Der Ort besaß ein Freiding. Die umliegenden Ländereien waren teilweise im Besitz des Klosters Corvey, das sie zur Bewirtschaftung verlehnte. So vergab etwa Abt Franz 1545 Rechte an Herren von Raven. Zeitweise besaß auch das Haus Bock von Wülfingen Hufen bei Eilensen. Wie mehrere andere Orte dieser Gegend wurde Eilensen, nachdem es bereits in der Hildesheimer Stiftsfehde zerstört worden war, auch im Dreißigjährigen Krieg zerstört. Danach wurde der Thieplatz neben der Kapelle von Brinksitzern teilweise bebaut.
Eilensen wurde am 1. März 1974 in die Stadt Dassel eingegliedert.

## Politik

### Ortsrat
Eilensen hat gemeinsam mit Ellensen und Krimmensen einen neunköpfigen Ortsrat, der seit der Kommunalwahl 2021 ausschließlich von Mitgliedern der "Wählergemeinschaft Eilensen-Ellensen-Krimmensen" besetzt ist. Die Wahlbeteiligung lag bei 77,97 Prozent.
Ortsbürgermeister ist seit November 2021 Dennis Schinkewitz. Ortsbeauftragter ist Bernd Watermann.

### Ortswappen
Das Motiv des Wappens ist der örtliche Kreuzstein. Die Farben sind rot und gold entsprechend den Grundfarben vom Hochstift Hildesheim, zu dem das Dorf zeitweilig gehörte.

## Kultur und Sehenswürdigkeiten

### Kapelle
Die St.-Anna-Kapelle wurde mehrfach umgebaut und präsentiert sich heute in betont bescheidener Schlichtheit. 
Die Kapelle entstand neben einem 1326 gegründeten Hof als eingeschossiger Andachtsraum. In der Stärke der Mauern kann man eine Schutzfunktion vor Räubern erkennen. Nach Letzner soll er von den Herren von Luthardessen gestiftet worden sein. Die Höhe des Baus wurde im 15. Jahrhundert etwa verdoppelt. Im 16. Jahrhundert wurde der Chor an de Ostseite angebaut.  Die Fenster wurden im 18. Jahrhundert auf die heutige Größe erweitert. Zugleich wurde die Tür von der südöstlichen auf die südwestliche Seite versetzt. Die Landeskirche ließ 1985 das Sandsteindach durch ein Ziegeldach ersetzen.

### Kreuzstein
In der Nähe der Kapelle ist ein Kreuzstein aufgestellt. Der bearbeitete Sandstein zeigt ein Lateinisches Kreuz nebst Reute und Sech sowie rückseitig ein weiteres Kreuz.

### Vereinsleben
Eilensen bildet seit 1949 eine Sportgemeinschaft mit Ellensen und Krimmensen, den SV Victoria.

## Verkehr
Zwischen 1883 und 2003 verband die Ilmebahn, eine 13,1 km lange, eingleisige Eisenbahnstrecke, Dassel und Einbeck; bis 2004 noch Markoldendorf und Einbeck. Am 31. Mai 1975 wurde der Personenverkehr und am 20. Dezember 2002 auch der Güterverkehr eingestellt und die Strecke daraufhin stillgelegt. Nächster Bahnhof ist nun Einbeck Mitte, bedient durch die Linie RB 86.
Durch den Ort führt der Radweg der Europaroute (D3) als Teil des Europaradweg R1.